# Згіровський Антон Антонович
Антон Антонович Згіровський (біл. Антон Антонавіч Згіроўскі; *24 студзеня (6 лютого 1906), Мінськ — †1937) — білоруський актор. Заслужений артист Білорусі (1935).

## Біографія
У 1921 вступив у трупу У. Голубка (пізніше БДТ-3), спочатку працював помічником на сцені. Під час гастролей театру брав участь в концертах, співав у хорі. З 1926 актор. Найзначніші ролі: поміщик («Пінська мадонна» У. Голубка), Василь Балабан («Історія п'яти хвостів» Л. Левіна), Ландишов («Годинникар та курка» І. Кочерги), Кадлуб-Добровольський («Сержант Дріб» Е. Самуйленка), Юсов («Прибуткове місце» О. Осткровського). Арештований та розстріляний у 1937 році. Реабілітований у 1957 році.